# Léonce Détroyat
Pierre Léonce Détroyat (Baiona, 7 de setembre de 1829 - París, 18 de gener de 1898) fou un oficial naval francès, polític, periodista i llibretista francès.
Va escriure el llibret de Henri VIII per a Camille Saint-Saëns.